# Residenza (diritto)
La residenza, secondo il diritto italiano, è il luogo in cui la persona ha la dimora abituale (art. 43, II comma c.c.). Non bisogna confonderla con la dimora, che, invece, rappresenta il luogo in cui un soggetto si trova occasionalmente, e ha valenza giuridica esclusivamente in assenza della residenza. È possibile avere più di una dimora di fatto, anche se per qualificare un'abitazione come dimora è necessario un minimo di stabilità.
Anche se talvolta si parla indifferentemente di residenza e domicilio, dal punto di vista giuridico la residenza, che ha a che fare con l'abitare, è diversa dal domicilio, definito come sede di affari e interessi. La residenza non ha necessariamente a che fare con l'abitazione dichiarata come prima casa.
In Italia la residenza può essere riferita a un solo comune, ai fini dell'iscrizione alle liste elettorali e di tutti gli altri benefici fiscali e legali cui hanno diritto i residenti di una determinata località. Se una persona cambia residenza e non lo denuncia al comune nei modi di legge (art. 44 c.c.) il cambiamento è inopponibile ai terzi di buona fede, ovvero a coloro che non ne sono a conoscenza.

## Il diritto alla residenza
Nell'ordinamento italiano la residenza è disciplinata dalle norme seguenti:
- Carta Costituzionale, artt. 2, 3 e 14,
- Codice Civile, artt. 43 ss.,
- Legge n. 1228 del 24 dicembre 1954,
- Decreto del presidente della Repubblica n. 223 del 30/05/1989.

Secondo la posizione su cui si è attestata la giurisprudenza, la residenza è costituita da due elementi:
- uno oggettivo, costituito dalla stabile permanenza in un luogo;[1]

- uno soggettivo, costituito dalla volontà di rimanervi. L'elemento soggettivo deve essere rivelato dalle consuetudini di vita e dallo svolgimento delle normali relazioni sociali, cioè deve essere reso conoscibile ai consociati attraverso la condotta del soggetto e non deve essere verificato dall'autorità comunale.

In presenza dei suddetti elementi, come stabilito dalla Cassazione (Cass. n. 1081/1968), sorge in capo all'interessato un diritto soggettivo alla residenza, rispetto al quale la legge attribuisce all'autorità amministrativa compiti di accertamento, ma non margini di discrezionalità.
È stato riconosciuto quindi al giudice ordinario il potere di obbligare la pubblica amministrazione al riconoscimento del diritto in capo all'interessato, qualora ne ricorrano i presupposti, e di condannare la stessa al risarcimento dei danni.
L'iscrizione nei registri anagrafici del Comune di residenza costituisce presupposto per beneficiare di molti diritti riconosciuti dallo Stato, ad esempio il diritto di voto e il diritto all'assistenza sanitaria. Ciò rende il diritto alla residenza un diritto particolarmente importante.

## Come cambiare la propria residenza

### Senza tetto e senza fissa dimora
Fonti del diritto (universale) di residenza sono: 
- l'art. 16 della Costituzione repubblicana
- il D.P.R. del 17 luglio 2015, n. 126[3] con particolare riferimento al coordinato con la legge 24 dicembre 1954, n. 1228[4]
- la Circolare n. 8, 29 maggio 1995, del Ministero dell'Interno.[5]

Il diniego dell'iscrizione anagrafica comporta l'ineffettività di un complesso di diritti, quali:
1. il diritto di voto
2. il diritto all'assistenza sanitaria
3. l'iscrizione alle liste di collocamento, liste di mobilità e simili
4. il riconoscimento di indennità previdenziali e assistenziali (una pensione)
5. il conseguimento o rinnovo di documenti di idoneità (la patente di guida)
6. il diritto di firma, sia nei negozi di diritto privato (ad es. la sottoscrizione di un contratto di microcredito), sia negli atti con la Pubblica Amministrazione (la possibilità di partecipare ai bandi per l'edilizia pubblica).

I cosiddetti senza tetto e senza fissa dimora non soddisfano l'elemento oggettivo della residenza (la permanenza in un luogo), tuttavia hanno il diritto alla residenza al fine di esercitare i propri diritti civili (voto) e sociali (servizi). La legge impone ai comuni di iscrivere entrambi all'anagrafe.
"Senza fissa dimora" è una persona che si sposta da un Comune a un altro. A tal fine, egli può scegliere un comune di residenza (elezione della residenza anagrafica), dove beneficerà del diritto di voto e di quello all'assistenza sociale. Le persone senza fissa dimora sono iscritte all'anagrafe sotto un indirizzo fittizio (ad esempio via della casa comunale, via del Municipio, via Città di Bari).
"Senza tetto" è una persona che risiede in un Comune, pur non avendo un'abitazione. Una persona senza tetto ha diritto all'iscrizione all'anagrafe nel luogo in cui dimora (ad es. km 42 della SS 15, Cavalcavia X), o a un indirizzo fittizio.
A questo riguardo, un'ordinanza del Tribunale di Bologna ha stabilito che queste persone possono ottenere la residenza presso dormitori o centri di accoglienza. A Roma, su proposta della Comunità di Sant'Egidio, la giunta comunale ha emesso la delibera, che permette ai senza fissa dimora di iscriversi a un indirizzo fittizio, in via Modesta Valenti. L'iscrizione a un indirizzo plausibile impedisce che tali persone siano identificate e discriminate.

### Stranieri e residenza
Gli stranieri, ossia le persone che non siano cittadini U.E., che vogliono ottenere la residenza devono recarsi presso l'Anagrafe del Comune nel quale dimorano provvisti di uno dei seguenti documenti:
- permesso di soggiorno;
- passaporto.

L'esercizio del diritto alla residenza è un primo passo per avere il permesso di soggiorno e la cittadinanza. Il regolamento di attuazione della legge sulla residenza stabilisce appunto che si considera legalmente residente lo straniero che risiede "avendo soddisfatto le condizioni e gli adempimenti previsti dalle norme in materia d'ingresso e di soggiorno degli stranieri in Italia e da quelle in materia d'iscrizione anagrafica".
Il sindaco di Cittadella, Massimo Bitonci, ha emanato nel novembre del 2007 un'ordinanza che impone agli stranieri di disporre di un reddito minimo come requisito per l'iscrizione alle liste dei residenti. L'ordinanza è stata da più parti ritenuta razzista e discriminatoria, oltre che illegale. Numerosi altri comuni hanno adottato normative simili, che sono sfociate in condanne da parte dei tribunali locali.

### Cittadini dell'Unione europea e residenza
I cittadini di altri Stati membri dell'Unione europea, sebbene non debbono esibire il passaporto per ottenere la residenza, vedono condizionato il diritto alla residenza al riconoscimento del diritto di soggiorno in uno degli Stati membri diverso da quello di cittadinanza, come stabilito dalla direttiva n. 2004/38/CE, "Diritto dei cittadini dell'Unione e dei loro familiari di circolare e di soggiornare liberamente nel territorio degli Stati membri".
A tale proposito, il decreto legislativo n. 30 del 6 febbraio 2007, in attuazione della direttiva n. 2004/38/CE, stabilisce (art. 7) che il diritto di soggiorno per un periodo superiore a tre mesi è riconosciuto se trattasi di:
1. "lavoratore subordinato o autonomo nello Stato"; oppure
2. persona che "dispone per sé stesso e per i propri familiari di risorse economiche sufficienti, per non diventare un onere a carico dell'assistenza sociale dello Stato durante il periodo di soggiorno, e di un'assicurazione sanitaria o di altro titolo idoneo comunque denominato che copra tutti i rischi nel territorio nazionale"; oppure
3. persona "iscritta presso un istituto pubblico o privato riconosciuto per seguirvi come attività principale un corso di studi o di formazione professionale e dispone, per sé stesso e per i propri familiari, di risorse economiche sufficienti, per non diventare un onere a carico dell'assistenza sociale dello Stato durante il suo periodo di soggiorno, da attestare attraverso una dichiarazione o con altra idonea documentazione, e di un'assicurazione sanitaria o di altro titolo idoneo che copra tutti i rischi nel territorio nazionale; oppure
4. "familiare che accompagna o raggiunge un cittadino U.E. che ha diritto di soggiornare" in base a una o più delle precedenti condizioni.

La norma ha dato vita a provvedimenti di negazione della residenza ai cittadini comunitari privi di reddito minimo. I provvedimenti sono stati adottati di recente da alcuni Comuni.

### Certificato di residenza
Il certificato di residenza può essere richiesto agli uffici dell'Anagrafe del Comune di residenza. A seguito del decreto legge n. 76 del 2020, convertito in legge n. 120 del 2020, anche i soggetti privati sono obbligati ad accettare l'autocertificazione e hanno poi la facoltà di richiedere all'Ufficio Anagrafe la verifica delle dichiarazioni sostitutive di certificazione firmate dai cittadini.